# Precedens prawotwórczy
Precedens prawotwórczy – orzeczenie (wyrok, postanowienie itp.) sądu państwowego (szczególnie w systemie common law), tworzące normę prawną i mające moc wiążącą w stosunku do późniejszych rozstrzygnięć podobnych przypadków.

## Wprowadzenie
Wyrok można uznać za precedens prawotwórczy wówczas, gdy zachodzą dwa konieczne w tym celu warunki:
- sąd obiera za podstawę swojego rozstrzygnięcie inne normy prawne (reguły prawne) niż dotychczas stosowane,
- wydanie wyroku ma przynajmniej potencjalną możliwość wpływania na kształt orzekania w innych podobnych sprawach w przyszłości.

O ile drugi z warunków jest typowy dla każdego z precedensów o tyle pierwszy można rozumieć na następujące sposoby:
1. Sąd stworzył nową normę o charakterze generalno-abstrakcyjnym poprzez wydanie wyroku w precedensowej sprawie. Ta nowa norma może być normą niemającą związku z dotychczasowymi normami w systemie prawa, bądź może stanowić uszczegółowienie jakiejś normy prawa stanowionego (zawartej w ustawie lub konstytucji), czy też być z taką normą ustawową sprzeczna. To samo tyczy się braku związku, uszczegółowienia lub sprzeczności nowej normy z regułą (normą) precedensowego wyroku[potrzebny przypis].
2. Sąd nie stworzył żadnej nowej normy ale wydając precedensowy wyrok wydał rozstrzygnięcie inne niż w danej kulturze prawnej było uważane za zgodne z dotychczasowym prawem[potrzebny przypis].

Powyższe dwa sposoby same oczywiście nie przesądzają jeszcze o precedensowym charakterze wyroku, który zawiera jakaś nowość, jest niezgodny z tym czego wymagał dotychczasowy stan prawny. Dopiero połączenie tej "nowości" (tzw. "nowego prawa") z możliwością wpływania na orzekanie w sprawach przyszłych pozwala zakwalifikować dany wyrok jako precedens prawotwórczy.
W przypadku gdy tą "nowością" jest nowa norma, wówczas ma ona wpływ na rozstrzyganie spraw przyszłych i tym samym na treść stosowanego w nich prawa. Natomiast jeśli ta "nowość" nie polega na wprowadzeniu do stosowania nowej normy, wtedy sprzeczny z dotychczasowym stanem prawnym wyrok sądowy może oddziaływać na występujące w przyszłości sprawy podobne za pomocą analogii. Odbywa się to na mocy zasady, zgodnie z którą sprawy podobne należy rozstrzygać w sposób podobny. Przy czym decydujące znaczenie ma tutaj podobieństwo faktyczne między sprawą precedensową a sprawą przyszłą.
Precedensów prawotwórczych nie można więc ograniczać tylko do przypadków wydawania wyroków w sytuacji luki w prawie. Precedensem prawotwórczym może być orzeczenie sądowe zmieniające utrwaloną linię orzeczniczą lub też wyrok sprzeczny z normą prawa stanowionego. Wydanie wyroku nie musi wiązać się też z powstaniem normy generalnej, ponieważ – co do zasady – wyrok ustala stan prawny między stronami w indywidualnym przypadku.
W systemie common law orzeczenie sądowe zawiera zasadę ogólną, wyprowadzoną z ustalonego orzecznictwa (tzw. ratio decidendi) oraz elementy istotne dla danej, konkretnej sprawy.

## Skutki w prawie polskim
W wyniku wydanego orzeczenia, czy w przypadku organu administracji – wydanej decyzji administracyjnej, rozstrzygnięcie tworzy normę. Waga takiej normy, a więc kwestia jej obowiązywania w systemie prawnym zależy wyłącznie od tego, w jaki sposób ustawodawca skonstruował katalog źródeł prawa. W Polsce Konstytucja Rzeczypospolitej Polskiej w artykułach 87 – 94 zawiera zamknięty katalog źródeł prawa i nie ujmuje w nim precedensu. Oznacza to, że jakiekolwiek rozstrzygnięcie o charakterze precedensowym nie może stanowić normy generalnej, a więc stać się podstawą prawną dalszego orzecznictwa w tej kwestii. Część nauki prawa stoi jednak na stanowisku, iż Konstytucja zawiera jedynie zamknięty katalog pisanych źródeł prawa (a więc prawa stanowionego) i nie stanowi to przeszkody do uznania innych faktów za prawotwórcze.
Jednakże Trybunał Konstytucyjny może uchylać przepisy prawa obowiązującego, odwołując się nie tylko do konkretnego przepisu Konstytucji, lecz także do ogólnych zasad demokratycznego państwa prawnego.
W polskim systemie prawnym sądy powszechne, wojskowe oraz administracyjne zgodnie z przyznaną im konstytucyjnie niezależnością, nie są w sferze orzecznictwa związane decyzjami innych sądów, a wyjątkiem mogą być tu tylko kwestie prejudycjalności, a więc wyjątki wyraźnie wskazane w ustawie. Mogą one polegać na przykład na związaniu sądów decyzjami innych organów, które kształtują prawo lub stosunek prawny czego przykładem jest obowiązek wzięcia pod uwagę prawomocnie orzeczonego przez sąd rozwodu, w sytuacji gdy inny sąd na podstawie dziedziczenia ustawowego wydaje postanowienie o nabyciu spadku po zmarłym, który był wcześniej rozwiedziony. Taka niezależność w sferze judykatury, dotyczy wszystkich orzeczeń, w tym także precedensów. Teoretycy prawa często przytaczają sentencję, iż precedensy stanowią latarnie, które powinny oświetlać drogę wymiarowi sprawiedliwości, a więc pomagać w podejmowaniu rozstrzygnięć i wskazywać się jako jedno z możliwych rozwiązań, w granicach sędziowskiej niezależności.
Takie ujęcie problemu występuje właściwie we wszystkich krajach kontynentalnego porządku prawnego. W krajach anglosaskiej kultury prawnej, precedensy to podstawowy element sądownictwa, czego doskonałym przykładem jest angielski system Common Law.